# Aloe aufensis
Aloe aufensis (укр. Алое ауфенсіс, Алое ауфенське)  — сукулентна рослина роду алое.

## Етимологія
Видова назва походить від гори Джебель Ауф в Саудівській Аравії, де цей вид вперше був виявлений..

## Місця зростання
Aloe aufensis зростає на Аравійському півострові у Саудівській Аравії.

## Історія
Цей вид алое був знайдений у листопаді 2002 року на вершині гори Джебель Ауф у Саудівській Аравії. Вперше описаний 31 травня 2007 року Томом Маккоєм в журналі «Excelsa» Товариства любителів алое, кактусів і сукулентів Родезії (пізніше Зімбабве).